# Pamela Wallace
Pamela Wallace (* 1949 in Exeter, Kalifornien) ist eine US-amerikanische Drehbuchautorin. Sie erhielt 1986 zusammen mit William Kelley und Earl W. Wallace den Oscar für das Beste Originaldrehbuch für Der einzige Zeuge.

## Leben
Pamela Wallace war 1976 Autorin des Drehbuchs für eine Folge der Fernsehserie Serpico, ehe sie 1985 gemeinsam mit W. Kelley und E. W. Wallace das Drehbuch zum Film Der einzige Zeuge von Peter Weir verfasste und hierfür 1986 den Oscar für das Beste Originaldrehbuch erhielt.
Anschließend war sie überwiegend als Drehbuchautorin von Fernsehfilmen tätig und schrieb die Vorlagen zu Filmen wie Haus der stummen Schreie (1996) von Cher und Nancy Savoca, Hilfe, ich habe eine Familie! von Ted Kotcheff, Alibi – Dein Mörder spielt mit (1997) von Andy Wolk, Straight from the Heart (2003) von David S. Cass, Jr. und Meet the Santas (2005) von Harvey Frost.
Für den TV-Film Love's Unending Legacy (2007) erhielt sie schließlich zusammen mit Brian Gordon, Mark Griffiths, Erin Cottrell und Dale Midkiff den Preis für Character and Morality in Entertainment.
Unter ihren Pseudonymen Pamela Simpson und Dianne King verfasste sie darüber hinaus zahlreiche Romane wie Fortune's Child und Partners in Time.